# Приключения Пикассо
«Приключения Пикассо» (швед. Picassos äventyr) — шведский комедийный кинофильм режиссёра Таге Даниэльссона, повествующий о жизни Пабло Пикассо. Фильм снят в 1978 году.

## Сюжет
Фильм начинается цитатой:

Если ты изберешь путь солдата, быть тебе генералом, если захочешь быть монахом, станешь папой, — говорила мне мать. Но я избрал путь художника и стал Пикассо.— Пабло Пикассо
Талант художника у Пикассо просыпается достаточно рано. Из родной Малаги он отправляется в Академию художеств в Мадриде.
Художник живёт в Париже в нищете до тех пор, пока его работа не попадается на глаза Гертруде Стайн. С этого момента Пикассо начинает зарабатывать большие деньги.
Фильм, начавшийся детскими годами Пикассо, завершается его смертью.
Среди персонажей фильма — персонажи, внешне похожие на исторические персонажи: Дали, Аполлинер, Гертруда Стайн, Алиса Б. Токлас и другие

## В ролях
- Йёста Экман — Пабло Пикассо
- Ханс Альфредсон — Дон Хосе, отец Пабло
- Маргарета Кроок — Донна Мария, мать Пабло
- Лена Олин — Долорес
- Бернард Криббинс — Гертруда Стайн
- Уилфрид Брамбелл — Алиса Б. Токлас
- Пер Оскарссон — Гийом Аполлинер
- Элизабет Сёдерстрём — Мими
- Магнус Хэренстам — Гитлер
- Сун Мангс — Черчилль
- Ингве Гамлин — Дягилев
- Лисбет Закриссон — Ольга
- Лена Нюман — Сиркка
- Биргитта Андерссон — Ингрид Свенссон-Гуггенхайм
- Свен Линдберг
- Геста Экман
- Лисбет Закриссон

## Съёмочная группа
- Авторы сценария:
  - Таге Даниэльссон
  - Ханс Альфредсон
- Режиссёр: Таге Даниэльссон
- Операторы:
  - Тони Форсберг
  - Роланд Стернер
- Композитор: Гуннар Свенссон

## О фильме
- В оригинальной звуковой дорожке фильма используется текст на десяти языках: испанский, французский, шведский, немецкий, финский, итальянский, английский, русский, норвежский и латынь. В основном это элементарные понятия (agua - вода), правда, зачастую они принимают совершенно неожиданное значение (как например, воинское звание Дона Хосе - Гауптбанхоф, в реальности означающее «главный, центральный вокзал» по-немецки.)

## Призы и награды
- 1978 — Лучший фильм года в Швеции
- 1978 — Главная премия шведской киноакадемии — «Золотой жук».